# Multinational Force and Observers

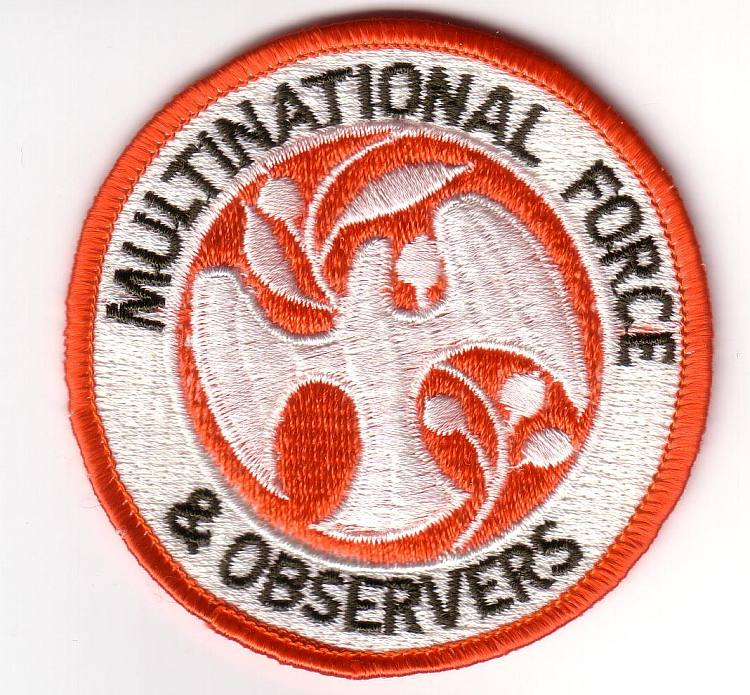
De MFO badge

De Multinational Force and Observers is een internationale vredesmacht die in de Sinaï toeziet op het vredesverdrag tussen Israël en Egypte.

## Aanleiding
Na de Suezcrisis in 1956 liepen de spanningen in de Sinaï opnieuw op. Als gevolg hiervan brak er in 1967 een nieuwe oorlog uit: de Zesdaagse Oorlog. Israël veroverde de Sinaï op Egypte. In oktober 1973 probeert Egypte de Sinaï te heroveren, maar dit mislukt. Wel leidt dit tot Israëlisch-Egyptisch vredesoverleg. Uiteindelijk wordt er onder leiding van de Amerikaanse president Jimmy Carter een vredesverdrag gesloten, wat op 26 maart 1979 wordt ondertekend in Camp David en wat daarna de geschiedenis in gaat als de Camp-David-akkoorden. In het verdrag wordt afgesproken dat Egypte het bestaansrecht van de staat Israël erkent en dat Israël zich in 4 fases terugtrekt uit de Sinaï. In het vredesverdrag wordt ook afgesproken dat een internationale vredesmacht toeziet op de naleving daarvan. Nadat onder druk van de Sovjet-Unie het mandaat van VN vredesmacht "United Nations Emergency Force" (UNEF) niet werd verlengd, bleef een internationale vredesmacht uit. In afwachting van een oplossing zien Amerikaanse troepen, de "U.S. Sinai Field Mission", toe op de naleving van het akkoord. Op 18 mei 1981 liet de VN-secretaris-generaal weten dat het sturen van een VN-vredesmacht definitief niet mogelijk is. Vervolgens werd op 3 augustus 1981 een akkoord gesloten tussen Egypte, Israël en de VS dat de ontplooiing van een vredesmacht, de Multinational Force and Observers (MFO), regelde. De drie verdragspartijen financieren tevens de vredesmacht. Op 25 april 1982, de dag dat Israël de Sinaï aan Egypte teruggaf, begon het mandaat van de MFO.

## Organisatie
De MFO staat onder leiding van een Directeur-Generaal die gevestigd is in Rome. Daarnaast zijn er twee regionale kantoren in Caïro en Tel Aviv. In de Sinaï bewaken de troepen, een aantal bataljons van verschillende landen onder leiding van de Force Commander, het gebied. Aan de MFO nemen contingenten deel van o.a. de Verenigde Staten van Amerika, Australië, Frankrijk, Italië, Noorwegen, Canada, Fiji, Hongarije en Nieuw-Zeeland.

## Nederlandse bijdrage
Van 6 maart 1982 tot 1 mei 1995 leverde Nederland een bijdrage aan de MFO, in de vorm van een verbindingscompagnie voor de Force Signal Unit en Marechaussees voor de Force Military Police Unit. Daarnaast leverde Nederland personeel voor het hoofdkwartier in het missiegebied en ook leverde Nederland van 11 april 1991 - 21 april 1994 in de persoon van Luitenant-generaal J.W.C. van Ginkel de force commander. Er viel één Nederlands slachtoffer te betreuren, op 8 december 1994 kwam wachtmeester J. Westendorp van de Koninklijke Marechaussee om het leven.
Vanaf februari 2013 leverde Nederland, voor de duur van 18 maanden, vier staf(onder-)officieren voor de MFO-staf.